# Lijst van voetbalinterlands Denemarken - Slovenië
Deze lijst van voetbalinterlands is een overzicht van alle officiële voetbalwedstrijden tussen de nationale teams van Denemarken en Slovenië. De landen speelden tot op heden zeven keer tegen elkaar. De eerste ontmoeting, een kwalificatiewedstrijd voor het Wereldkampioenschap voetbal 1998, werd gespeeld in Ljubljana op 1 september 1996. Het laatste duel, een groepswedstrijd tijdens het Europees kampioenschap voetbal 2024, vond plaats op 16 juni 2024 in Stuttgart (Duitsland).

## Wedstrijden
| № | Plaats      | Datum            | Competitie           | Wedstrijd             | Uitslag |
| - | ----------- | ---------------- | -------------------- | --------------------- | ------- |
| 1 | Ljubljana   | 1 september 1996 | WK 1998 kwalificatie | Slovenië – Denemarken | 0 – 2   |
| 2 | Kopenhagen  | 30 april 1997    | WK 1998 kwalificatie | Denemarken – Slovenië | 4 – 0   |
| 3 | Kopenhagen  | 25 april 2001    | Vriendschappelijk    | Denemarken – Slovenië | 3 – 0   |
| 4 | Nova Gorica | 6 februari 2008  | Vriendschappelijk    | Slovenië – Denemarken | 1 – 2   |
| 5 | Ljubljana   | 19 juni 2023     | EK 2024 kwalificatie | Slovenië – Denemarken | 1 – 1   |
| 6 | Kopenhagen  | 17 november 2023 | EK 2024 kwalificatie | Denemarken − Slovenië | 2 − 1   |
| 7 | Stuttgart   | 16 juni 2024     | EK 2024              | Slovenië – Denemarken | 1 – 1   |

## Samenvatting
| Competitie        | Totaal gespeeld | Winst Denemarken | Gelijk | Winst Slovenië | Doelsaldo Denemarken – Slovenië |
| ----------------- | --------------- | ---------------- | ------ | -------------- | ------------------------------- |
| WK-kwalificatie   | 2               | 2                | 0      | 0              | 6 − 0                           |
| EK-eindronde      | 1               | 0                | 1      | 0              | 1 − 1                           |
| EK-kwalificatie   | 2               | 1                | 1      | 0              | 3 − 2                           |
| Vriendschappelijk | 2               | 2                | 0      | 0              | 5 − 1                           |
| Totaal            | 7               | 5                | 2      | 0              | 15 − 4                          |

Wedstrijden bepaald door strafschoppen worden, in lijn met de FIFA, als een gelijkspel gerekend.

## Details

### Eerste ontmoeting
| WK 1998 kwalificatie (Ljubljana, Slovenië, 1 september 1996): |       |                                          |
| Slovenië                                                      | 0 – 2 | Denemarken                               |
|                                                               | goals | 78' Allan Nielsen 89' Michael Schjønberg |

### Tweede ontmoeting
| WK 1998 kwalificatie (Kopenhagen, Denemarken, 30 april 1997):                |       |          |
| Denemarken                                                                   | 4 – 0 | Slovenië |
| Allan Nielsen 4' Per Pedersen 28' Brian Laudrup 52' (pen.) Allan Nielsen 56' | goals |          |

### Derde ontmoeting
| Vriendschappelijk (Kopenhagen, Denemarken, 25 april 2001):                                           |       |          |
| Denemarken                                                                                           | 3 – 0 | Slovenië |
| Jesper Grønkjær 61' Jon Dahl Tomasson 69' (pen.) Ebbe Sand 82'                                       | goals |          |
| - Debuut van doelman Peter Kjær (Silkeborg IF) en Martin Albrechtsen (AB København) voor Denemarken. |       |          |